# Ingo Balderjahn

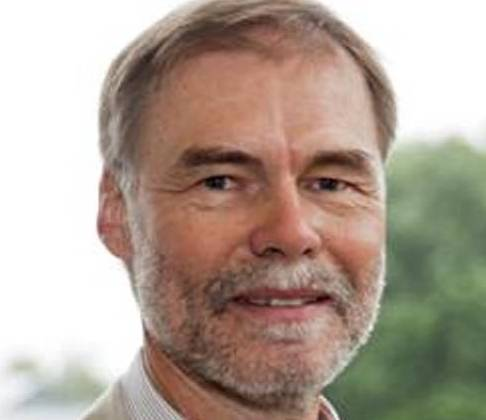
Ingo Balderjahn

Ingo Balderjahn (* 1952 in Kiel) emeritierter deutscher Universitätsprofessor für Betriebswirtschaftslehre an der Universität Potsdam. 2018 wurde er von der Universität Potsdam für seine besonderen Verdienste in Lehre und Forschung sowie für die Entwicklung der Universität mit der Ehrenbezeichnung "Seniorprofessor" ausgezeichnet. Er war Mitherausgeber der Fachzeitschrift Die Betriebswirtschaft (DBW) und bis 2014 Mitglied im Beirat für Nachhaltige Entwicklung des Landes Brandenburg. Aktuell schreibt er Essays und Sachbücher. 

## Werdegang
Nach seinem Studium im Studiengang Wirtschaftsingenieurwesen (1975–1981) an der Technischen Universität Berlin und abgeschlossenem Dipl.-Ing. Examen arbeitete er als wissenschaftlicher Mitarbeiter (1982–1987) am Institut für Quantitative Methoden der Technischen Universität Berlin und promovierte dort 1986 zum Doktor (Dr. rer. oec.). In der Zeit von 1987 bis 1989 war er wissenschaftlicher Assistent und anschließend bis 1992 akademischer Rat am Institut für Betriebsforschung, Abteilung Markt und Konsum der Universität Hannover.
1992 erhielt er im Zuge seiner Habilitation zum Dr. rer. pol. habil. die Lehrbefugnis für Betriebswirtschaftslehre an der Universität Hannover. Von 1993 bis 2018 war er Inhaber des „Lehrstuhls für Betriebswirtschaftslehre mit dem Schwerpunkt Marketing“ an der Universität Potsdam. 2018 wurde er dort als „Seniorprofessor“ geehrt.

## Forschung und Interessen
Er forscht zu den folgenden Themen:
- Nachhaltiges Management
- Nachhaltiges Konsumentenverhalten
- Genügsamer Konsum und Konsumverzicht (Anti-consumption Behavior)
- Standortmarketing

## Publikationen (Auswahl)

### Fach- und Lehrbücher
- Nachhaltiges Management und Konsumentenverhalten, München: UTB/UVK, 2021 (ISBN 978-3-8252-5491-9)
- Einführung in die Betriebswirtschaftslehre, 8. Aufl., Stuttgart: Schäffer-Poeschel, 2020 (mit G. Specht) (ISBN 978-3-7910-4523-8)
- Standortmarketing, 2. Aufl., München: UVK/Lucius, 2014 (ISBN 978-3-8252-4195-7)
- Konsumentenverhalten und Marketing. Grundlagen für Strategien und Maßnahmen, Stuttgart: Schäffer-Poeschel, 2007 (mit J. Scholderer) (ISBN 978-3-7910-2535-3)

### Sachbücher
- Lust auf Verzicht, oekom Verlag 2024, München (ISBN 978-3-98726-081-0)

### Wissenschaftliche Aufsätze
- Balderjahn, I. und Hoffmann, S. (2023). The Effectiveness of Consume-less Appeals in Social Marketing. Journal of Macromarketing, 02761467231205448
- Balderjahn, I. und Appenfeller, D. (2023). A Social Marketing Approach to Voluntary Simplicity: Communicating to Consume Less, Sustainability, 15(3), 2302.  https://doi.org/10.3390/su15032302
- Balderjahn, I., Hoffmann, S. and Hüttel, A. (2023). How empowerment and materialism contribute to anti-consumers’ well-being, European Journal of Marketing, Vol. 57 No. 4, pp. 1186-1218. https://doi.org/10.1108/EJM-04-2020-0284
- Hüttel, A., und Balderjahn, I. (2021). The coronavirus pandemic: A window of opportunity for sustainable consumption or a time of turning away? Journal of Consumer Affairs, 1–29. https://doi.org/10.1111/joca.12419
- Balderjahn, I., Seegebarth, B., and Lee, M.S.W. (2020). Less is more! The rationale behind the decision-making style of voluntary simplifiers, Journal of Cleaner Production, https://doi.org/10.1016/j.jclepro.2020.124802
- Hüttel, A.; Balderjahn, I.; Hoffmann, S. (2020). Welfare Beyond Consumption: The Benefits of Having Less. Ecological Economics 176 (2020), 106719.
- The many faces of sustainability-conscious consumers: A category-independent Typology, in: Journal of Business Research, Vol. 91 (2018), Page 83–93 (mit Peyer, M.; Seegebarth, B.; Wiedmann, K.-P.; Weber, A.)
- The sustainability roots of anti-consumption lifestyles and initial insights regarding their effects on consumers’ well-being. in: Journal of Consumer Affairs, Vol. 50 (2016), Issue 1, Page 68–99 (mit Seegebarth, B.; Peyer, M.; Wiedmann, K.)
- Consciousness for sustainable consumption: scale development and new insights in the economic dimension of consumers’ sustainability, in: AMS Review: Volume 3, Issue 4 (2013), Page 181–192 (mit Buerke, Kirchgeorg, Peyer, Seegebarth, Wiedmann).
- Das Bewusstsein für fairen Konsum: Konzeptualisierung, Messung und Wirkung, in: Die Betriebswirtschaft (DBW), 72. Jg. (2012), Heft 4, S. 343–364 (mit M. Peyer)

### Essays
- "Freiwilliger Konsumverzicht kann glücklich machen", erschienen in: DER TAGESSPIEGEL, August 2022 (https://www.tagesspiegel.de/meinung/s-s-8524087.html)

## Belege
1. 1 2 3  Seite seines Lehrstuhls

| Personendaten    | Personendaten                                      |
| ---------------- | -------------------------------------------------- |
| NAME             | Balderjahn, Ingo                                   |
| KURZBESCHREIBUNG | deutscher Wirtschaftsingenieur und Hochschullehrer |
| GEBURTSDATUM     | 1952                                               |
| GEBURTSORT       | Kiel                                               |